# Pyrrhopygopsis
Pyrrhopygopsis là một chi bướm ngày thuộc họ Bướm nâu.